# Prunus alabamensis
Prunus alabamensis — це незвичайний або рідкісний вид дерева родини трояндових, ендемічний для деяких частин південно-східного регіону США. Він тісно пов'язаний з Prunus serotina, більш поширеним видом Prunus, також рідним для цього регіону, і що повністю зустрічається в її ареалі. Алабамську вишню іноді вважають різновидом Prunus serotina (тобто Prunus serotina var. alabamensis), проте більшість авторів розглядають її як окремий вид.

## Опис
Алабамська вишня — листопадна рослина родини трояндових, ендемічна для південно-східного регіону США. Алабамська вишня — це невелике або середнє дерево, що виростає до висоти 6,1–12,2 м та діаметра близько 15 см. Незріла кора сіра та гладка; зріла кора шорстка та розламується на пластини темно-сірого або чорного кольору. Молоді пагони або гілочки зелені та запушені, часто густо запушені іржаво-коричневими волосками. Листя чергове; від яйцеподібної до еліптичної форми; зазвичай тупе, округле або виїмчасте на верхівці, але іноді коротко загострене, різко гостре або гостре; 3–12,5 сантиметра завдовжки та 2–6,5 сантиметра завширшки; з черешками завдовжки 2–12 міліметрів. Краї тупо-зубчасті з притиснутими зубцями, що мають залозисті кінчики. Верхня поверхня листка темно-зелена, а нижня — світліше зелена. Нижня поверхня рівномірно, але рідко запушена іржаво-коричневими волосками, які довші та густіші вздовж середньої жилки, але не помітні; пазухи жилок повністю позбавлені пучків волосків; прожилки чітко виражені. Текстура листя шкіряста. Восени листя набуває червоного або помаранчевого кольору.
Квітки ростуть з пазух листків на видовжених китицях довжиною 10–15 см. Квітки мають 5 дрібних білих пелюсток, квітконіжка та чашечка запушені. Цвітіння триває з квітня по травень. Плід — невелика червонувата, темно-пурпурова або чорна куляста кістянка, діаметром близько 10 міліметрів. Плодоношення відбувається з червня по серпень.

## Поширення й середовище
Алабамська вишня зустрічається рідко або рідко у своєму ареалі. Вона росте у змішаних дубово-сосново-гікорієвих лісах у піщаних або кам'янистих сухих лісах, на кам'янистих схилах і піщаних пагорбах, а також на вершинах низьких гір, часто асоціюючись із Pinus palustris. Росте на висоті від 20 до 700 метрів. Відомо, що вона зустрічається в штатах Алабама, Флорида, Джорджія, Міссісіпі та Південна Кароліна.

## Їстівність та токсичність
Плід та насіння їстівні та можуть бути вживані сирими або приготованими, проте слід бути обережними під час вживання насіння, оскільки ця рослина належить до роду, де більшість або всі види виробляють леткий токсин ціаністий водень, переважно в листі та насінні. Рівень цього зазвичай занадто малий, щоб завдати шкоди, але особливо гіркі плоди чи насіння не слід вживати в їжу.

## Галерея

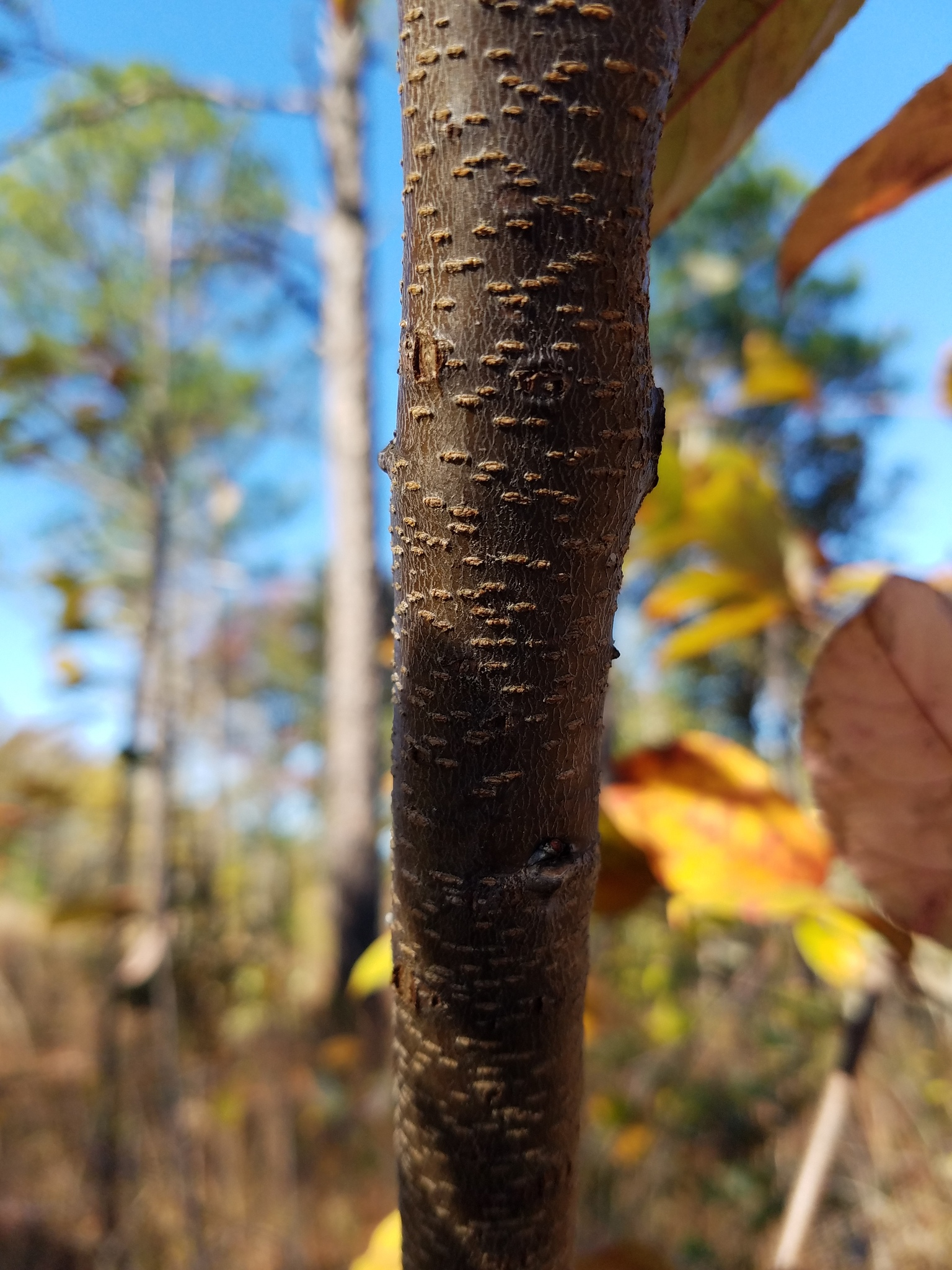
кора
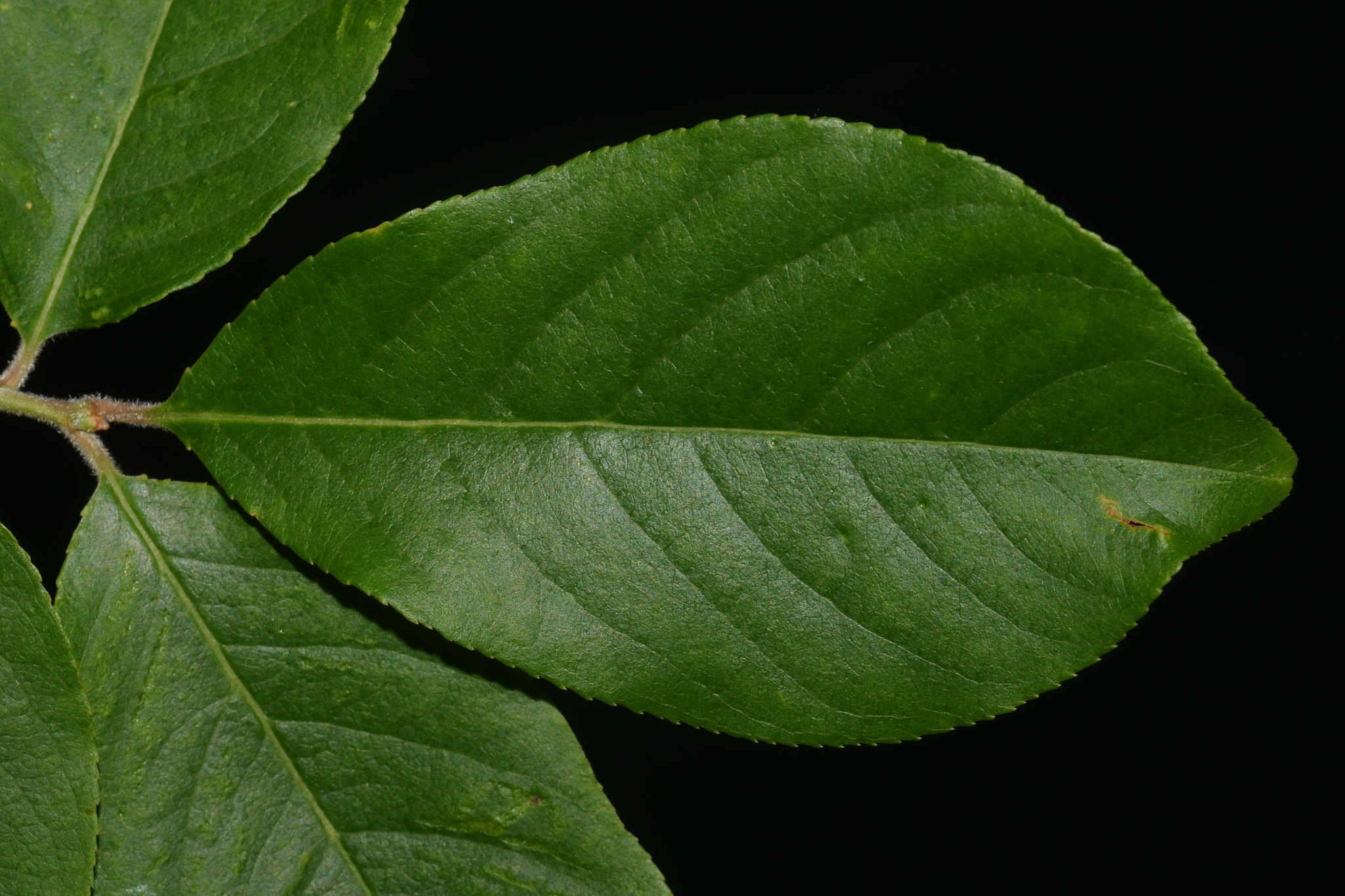
верх листя
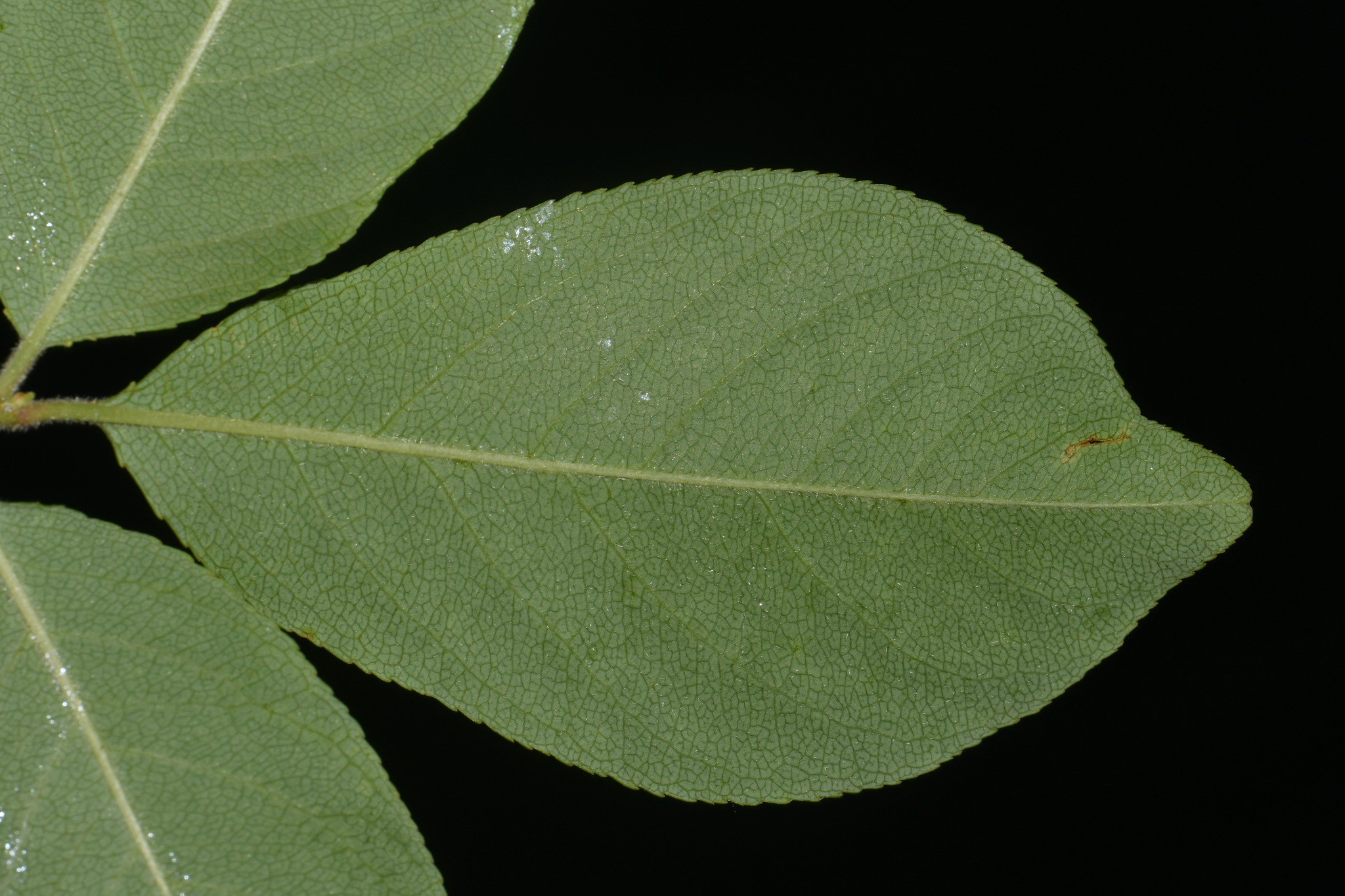
низ листя
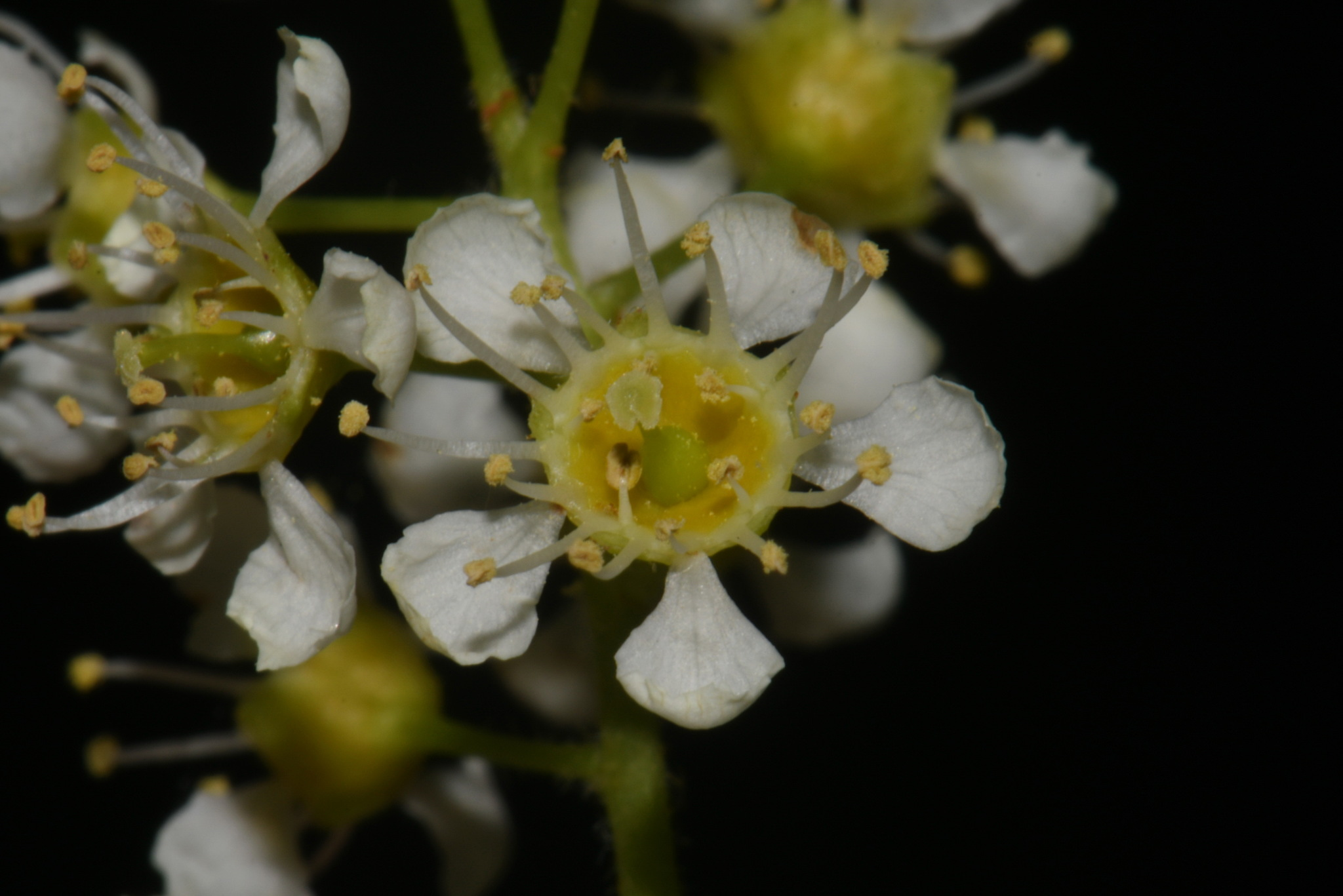
квітка